# Le Bourget - Aéroport (métro de Paris)
Le Bourget - Aéroport est le nom provisoire d’une future station de la ligne 17 du métro de Paris située sur le territoire du Blanc-Mesnil et de Dugny. 
Elle doit desservir l'aéroport de Paris - Le Bourget et le musée de l'Air et de l'Espace. La construction de la ligne 17 est déclarée d'utilité publique le 14 février 2017.

## Caractéristiques
La station est conçue par l'Atelier Novembre. La maîtrise d'œuvre est confiée au groupement Sweco Belgium / Ingérop / AIA Ingénierie.
En octobre 2018, la station, située sur le territoire du Blanc-Mesnil et de Dugny dans la zone aéroportuaire du Bourget, obtient son permis de construire. La station doit s'établir au sud de l'esplanade du musée de l'Air et de l'Espace, à l'emplacement d'un parking silo qui sera partiellement démoli. Son émergence, au-dessus de l'espace d'accueil installé au niveau - 1, doit prendre la forme d'un édifice carré de 28 mètres de côté et de 15 mètres de hauteur reposant sur une structure métallique blanche qui elle-même devra supporter des coussins gonflables en ETFE ainsi qu'une maille métallique. Ses façades, comportant chacune cinq travées verticales, doivent être ouvertes sur une hauteur de 28 mètres depuis le niveau du parvis pour rendre l'émergence perméable et transparente.
L'artiste contemporaine d'origine palestinienne Mona Hatoum installera une œuvre dans la station en tandem avec l'architecte Jacques Pajot. Il s'agit d'un globe terrestre léger et suspendu qui utilise des LED pour les contours de la carte du monde.
La station comportera également sur ses quais une fresque de Rutu Modan.

## Construction

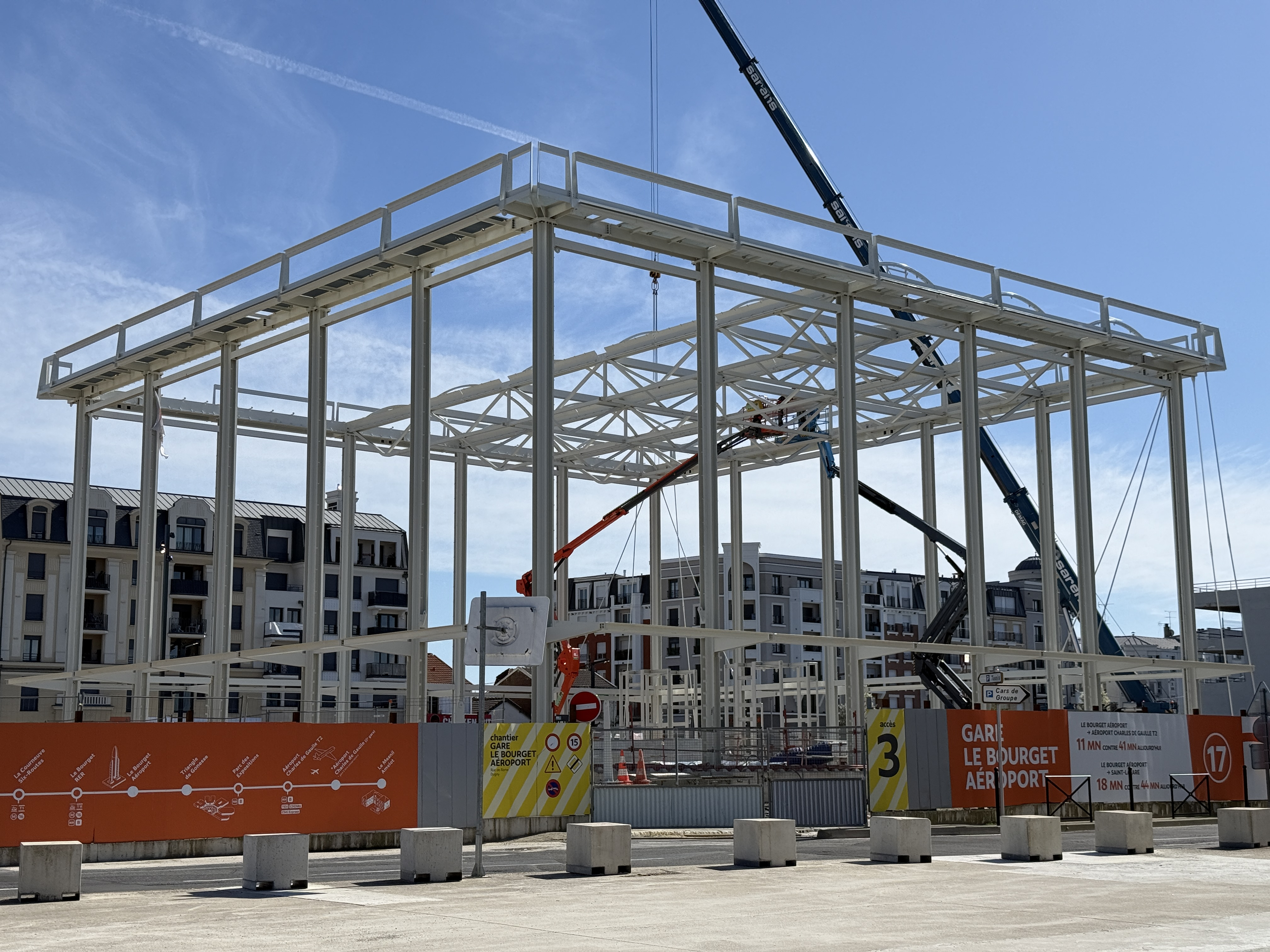
Le hall voyageurs en construction en mars 2025.

Les travaux préparatoires démarrent début 2018. Les travaux de gros œuvre (parois de la future station) commencent à l'été 2019.
Les travaux de génie civil sont attribués au groupement d’entreprises européennes « Avenir ». Ce groupement est constitué de : Demathieu Bard Construction (mandataire), Impresa Pizzarotti & C. S.P.A., Implenia France SA, Implenia Suisse SA, Implenia Spezialtiefbau GmbH, BAM Contractors, GALERE, Wayss & Freytag Ingenieurbau AG (cotraitants). Le livraison de la station de métro est prévue en 2026. Elle sera alors le terminus provisoire de la ligne 17.
La station est atteinte par le tunnelier Florence, se dirigeant vers l'ouvrage Rolland, en décembre 2021. Installé depuis l’été 2019, le long de l’avenue du 8 mai 1945, entre Dugny et Le Blanc-Mesnil, le chantier de la gare est l'un des chantiers les plus avancé de la ligne 17. Après plusieurs années de travaux dits de "génie civil" qui ont permis de creuser l'espace souterrain de la gare et construire ses niveaux à plus de 20m de profondeur, les travaux consistent désormais à aménager les espaces intérieurs  et installer les équipements indispensables au bon fonctionnement du métro. Dès l'automne 2024, la réalisation de l'émergence de la gare, qui accueillera les voyageurs en surface, doit débuter.